# Lucy Monaghan
Lucy Monaghan (Belfast, 1987) és una activista d'Irlanda del Nord. A principis de 2020, Monaghan va renunciar al seu dret a l'anonimat i va denunciar públicament el tracte que va rebre per part del Servei de Policia d'Irlanda del Nord i del Ministeri Públic després de denunciar una violació a l'abril de 2015. Monaghan va explicar que la nit en qüestió va trobar-se un home que coneixia i recorda haver anat a una casa i estar malalta, abans de caure inconscient durant unes vuit hores. Lucy Monaghan va assegurar que estava decebuda i estupefacta, ja que la seva denúncia no va donar lloc a un processament, cosa que la va dur a assegurar que la policia i la fiscalia l'havien «defraudat». La policia inicialment va afirmar que, com que hi havia proves que havia estat «coquetejant» amb el presumpte agressor, era poc probable que el cas resultés en una condemna. Monaghan va dur les autoritats als jutjats per falles en la investigació i, com a resultat, es van fer canvis en la forma en què es tracta a les víctimes d'atacs sexuals.
Posteriorment, el Defensor de la Policia va trobar diversos errors en la investigació i va comprovar que les seves declaracions a la policia, les còpies dels missatges de les xarxes socials entre ella i el presumpte agressor i els informes mèdics no havien estat enviats al Ministeri Públic. També van trobar que l'agent del cas no havia fet gestions per obtenir declaracions d'altres testimonis. El Servei de Policia d'Irlanda del Nord va admetre deficiències, però va dir que tractava seriosament totes les denúncies de delictes sexuals.
Després d'aquests fets, Monaghan dona suport a supervivents de violació i va participar en l'informe Gillen, que va fer més de 250 recomanacions sobre com el sistema judicial d'Irlanda de Nord ha de tractar els delictes sexuals greus. S'hi incloïen mesures per combatre els mites i estereotips de la violació, com suggeriments que les víctimes la provoquen per la forma en què es vesteixen o actuen. La revisió va ser impulsada pel jutge retirat del Tribunal Suprem, John Gillen el maig de 2018, després que els exjugadors de rugbi de l'Ulster Paddy Jackson i Stuart Olding fossin declarats innocents de violació després d'un judici.
El 2020 va figurar a la llista 100 Dones de la BBC, una sèrie de les dones més inspiradores i influents del 2020. En declaracions al diari Belfast Telegraph, va assegurar: «He estat plorant llàgrimes de felicitat […] ja que per fi se sent com una mica de reconeixement». Monaghan va afirmar que utilitzaria aquest reconeixement per continuar defensant les supervivents de violació i de la violència sexual, i va recordar que les taxes de condemna per a delictes sexuals a Irlanda del Nord seguien sent espantoses.
Segons xifres de la Fiscalia, el 2020 es van obrir més de 700 expedients de casos que involucraven una denúncia de violació, però només 20 persones van ser condemnades.